# Ceylonblomsterpickare
Ceylonblomsterpickare (Pachyglossa vincens) är en fågel i familjen blomsterpickare som enbart förekommer i Sri Lanka.

## Utseende
Ceylonblomsterpickaren är en 10 cm lång blomsterpickare med relativt kraftig näbb. På båda könen syns vit strupe, gult bröst och gul buk. Hanen har blåsvart ovansida, honan olivgrön.

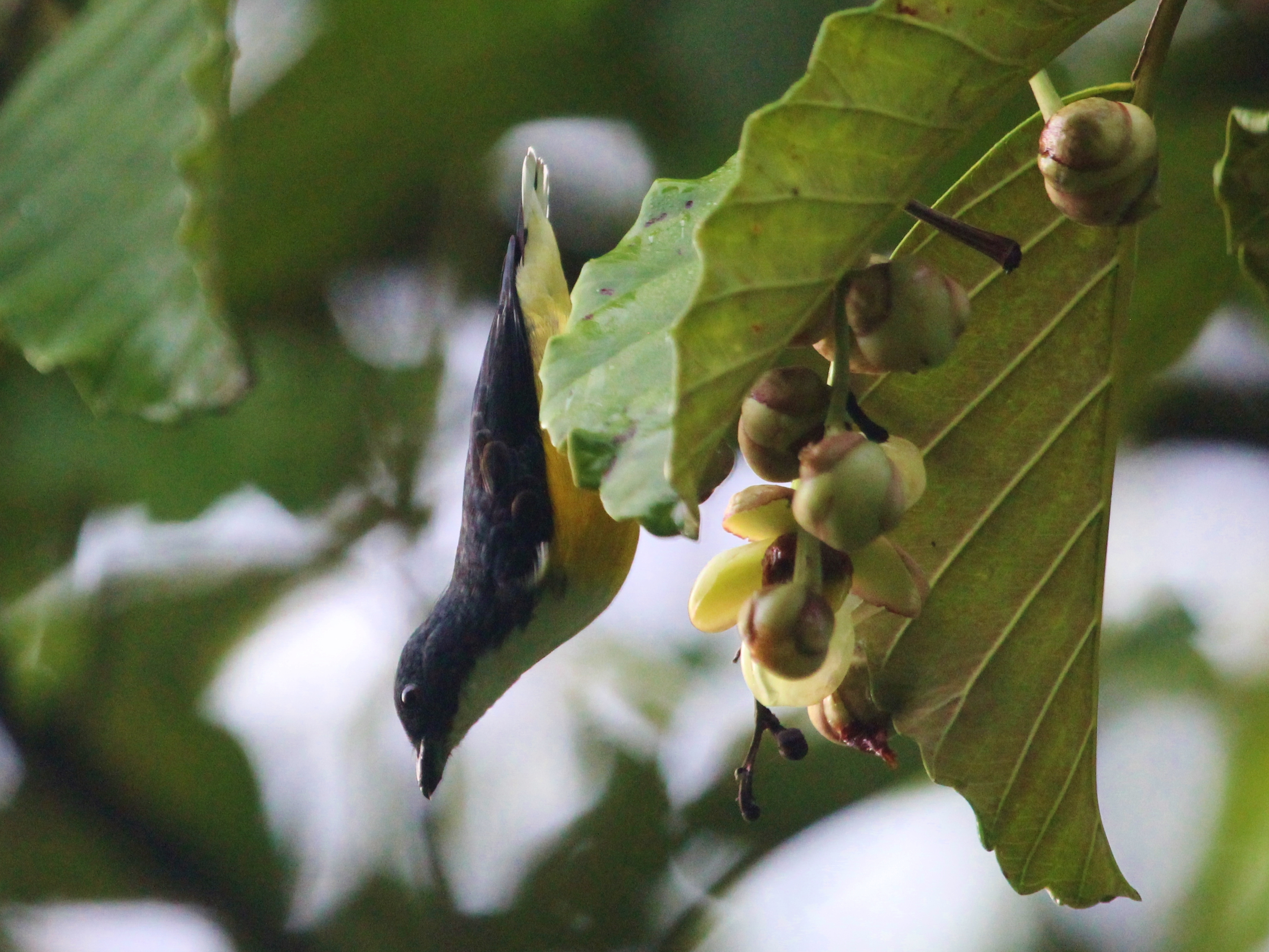

## Utbredning och systematik
Fågeln förekommer i lågt belägna våtmarker i sydvästra Sri Lanka. Den behandlas som monotypisk, det vill säga att den inte delas in i några underarter.

### Släktestillhörighet
Arten placerades tidigare i släktet Dicaeum. DNA-studier visar att den tillhör en klad som står närmare släktet Prionochilus än typarten för Dicaeum.

## Status och hot
Ceylonblomsterpickaren har ett litet utbredningsområde och dess levnadsmiljö minskar i omfång och kvalitet, vilket tros påverka beståndet negativt. Internationella naturvårdsunionen IUCN kategoriserar arten som nära hotad.